# Alfonso Herrera Fernández
Alfonso Herrera Fernández (Ciudad de México, 7 de febrero de 1838 - Cuautla, Morelos, 27 de enero de 1901) fue un farmacéutico, naturalista, escritor y académico mexicano.

## Trayectoria
Sus padres fueron Francisco Herrera y Rosario Fernández San Salvador. Realizó sus primeros estudios en el Colegio de San Gregorio. Ingresó a la Escuela de Medicina, sin embargo abandonó esta carrera para seguir la carrera de farmacia, obteniendo el título respectivo en 1855. Se dedicó a la docencia impartiendo clases de botánica, zoología e historia natural en la Escuela Nacional de Agricultura, en la Escuela Normal de Profesores y en la Escuela Nacional Preparatoria.
En esta última desempeñó diversos cargos administrativos y llegó a suceder a Gabino Barreda en la dirección. Durante su gestión promovió su área predilecta organizando el Jardín Botánico y el Museo de Historia Natural (el ex Gabinete de Historia Natural de México). Impartió cátedra de historia de las drogas y de farmacia en la Escuela Nacional de Medicina.
Fue fundador de la Sociedad Mexicana de Historia Natural, llegó a ser vicepresidente, presidente y presidente honorario perpetuo de la misma. Publicó varios de sus trabajos de investigación en la revista La Naturaleza, editada por la misma Sociedad. El 17 de septiembre de 1877, fue designado miembro honorario de la Academia Mexicana de la Lengua, siendo el único mexicano en obtener tal distinción durante casi 120 años, hasta que en 1997 Octavio Paz fue distinguido con el mismo nombramiento. Murió en la ciudad de Cuautla el 27 de enero de 1901.

## Obras publicadas
- "El zopilote", en La Naturaleza, 1870.
- "El Strongylus micrurus", en La Naturaleza, 1870.
- "El chayote", en La Naturaleza, 1870.
- "El yoyote", en La Naturaleza, 1873.
- "El oyamel", en La Naturaleza, 1873.
- "Sinomimia vulgar y científica de algunas plantas silvestres y varias de las que se cultivan en México", en La Naturaleza, 1873.
- "Observaciones sobre hongos comestibles", en La Naturaleza, 1873.
- Nueva farmacopea mexicana, 1874.
- "Apuntes para la geografía botánica de México", en La Naturaleza, 1873.
- "El anacahuite", en La Naturaleza, 1876.
- Catálogo de colección de drogas indígenas, 1876.
- Apuntes para la materia médica mexicana,
- "La noctilucina", en La Naturaleza, 1876.